# Lasa (Zypern)
Lasa (griechisch Λάσα) ist eine Gemeinde im Bezirk Paphos in der Republik Zypern. Bei der Volkszählung im Jahr 2021 hatte sie 57 Einwohner. Offenbar handelt es sich um die antike Stadt Larissa.
Im Dorf befinden sich die Kirche Ypapanti, die Kapelle Agios Prodromos und die Kapelle Agios Ermolaos.

## Name
Der Name des Dorfes ist (laut N. Cleridis) altgriechisch und kommt vom pelasgischen Wort Larissa, was so viel wie „hoher Ort“ (Akropolis) bedeutet.

## Lage und Umgebung

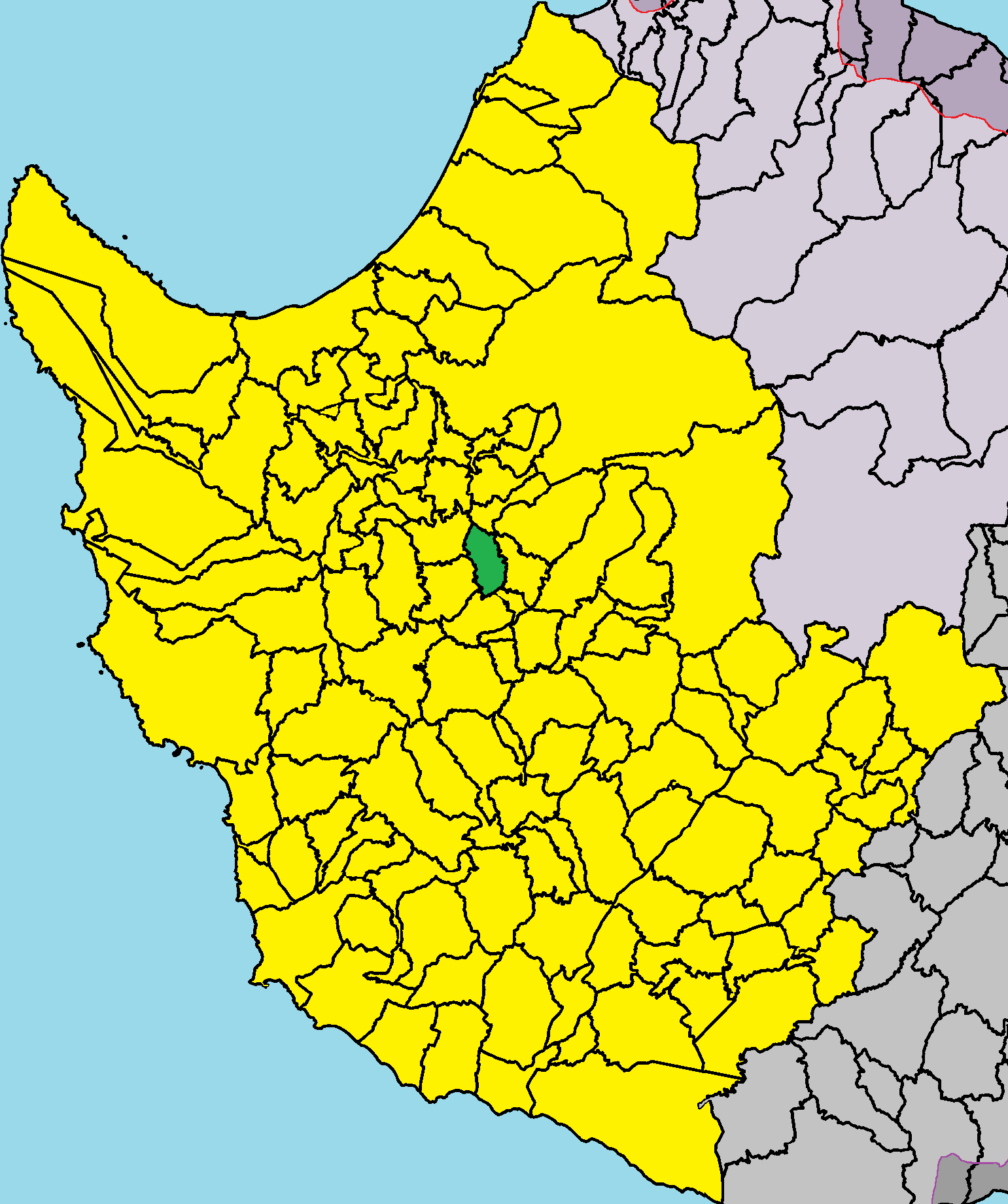
Lage im Bezirk Paphos

Lasa liegt im Westen der Mittelmeerinsel Zypern auf einer Höhe von etwa 590 Metern, etwa 27 Kilometer nordöstlich von Paphos, 82 Kilometer nordwestlich von Limassol und 151 Kilometer südwestlich von Nikosia. Das 4,38323 Quadratkilometer große Dorf grenzt im Norden an Sarama, im Osten an Fyti, im Süden an Milia und Thrinia und im Westen an Drymou und Simou. Das Dorf kann über die Straßen E712 und F728 erreicht werden.
Aus geologischer Sicht wird das Gebiet von den Ablagerungen der Kannavios-Formation (Bentonite, vulkanisch-klastische Schiefer und Sandsteine) und den Ablagerungen der Lefkara-Formation (Kreidesteine, Kalksteine, Mergel und Keratolithe) dominiert. Auf diesen Gesteinen entstanden kalkhaltige Böden und Böden der Mamonia-Formation. Die durchschnittliche jährliche Niederschlagsmenge beträgt etwa 630 Millimeter. In der Umgebung werden Weinreben, Getreide, Zierpflanzen, Hülsenfrüchte, einige Zitrusfrüchte, Mandeln, Oliven und einige Apfelbäume angebaut.

## Geschichte
Laut Florios Voustronios war das Dorf während der Frankenzeit ein Lehen, dass während der Neuverteilung der Lehen der Insel der Beamte Ioannis Tafour erhielt. Laut Louis de Mas Latrie war es ein Lehen der Grafschaft Edessa. Zudem erwähnt Mas Latrie, dass es im Bezirk (Bailliage) von Polemidia auch ein königliches Anwesen mit dem Namen Lasa gab.

### Bevölkerungsentwicklung
In den letzten Jahrzehnten ist die Einwohnerzahl aufgrund der Urbanisierung stetig gesunken. Die folgende Tabelle zeigt die Bevölkerung des Dorfes, wie sie in den in Zypern durchgeführten Volkszählungen erfasst wurde.
| Jahr      | 1881 | 1891 | 1901 | 1911 | 1921 | 1931 | 1946 | 1960 | 1976 | 1982 | 1992 | 2001 | 2011 | 2021 |
| Einwohner | 179  | 208  | 198  | 212  | 263  | 248  | 295  | 279  | 219  | 160  | 103  | 91   | 67   | 57   |